# Синдром системного воспалительного ответа
Синдром системного воспалительного ответа (англ. «systemic inflammatory response syndrome» (SIRS)) — медицинский термин, введённый в 1992 году на конференции Американской коллегии торакальных хирургов (англ. American College of Chest Physicians) и Общества специалистов интенсивной терапии (англ. Society of Critical Care Medicine) в Чикаго для обозначения общей воспалительной реакции организма в ответ на тяжелое поражение, вне зависимости от локализации очага. Процесс идет при участии медиаторов воспаления с вовлечением практически всех систем организма.
Воспалительная реакция организма в ответ на внедрение в организм инфекции, обширные травмы, развития некроза тканей, тяжелые ожоги развивается по одним и тем же общим закономерностям. Эта реакция является приспособительной функцией организма и направлена на уничтожение агента, вызвавшего процесс, и восстановление поврежденной ткани. При легких поражениях воспалительный процесс ограничивается локальными воспалительными изменениями и умеренной, малозаметной общей реакцией органов и систем.

## Диагностика
Диагноз синдрома системной воспалительной реакции организма правомочен в случае наличия как минимум двух следующих критериев:
1. Температура тела ≥ 38 °C (фебрильная температура) или ≤ 36 °C (гипотермия)
2. Частота сердечных сокращений ≥ 90/мин (тахикардия)
3. Тахипноэ: частота дыхания ≥ 20/мин или гипервентиляция с содержанием диоксида углерода в крови ≤ 32 mmHg
4. Лейкоцитоз (≥ 12000/μl) или лейкопения (≤ 4000/μl) или смещение лейкоцитарной формулы влево.

Комбинация «фебрильная температура+лейкоцитоз» является самой частой для синдрома системной реакции организма на воспаление и соответствует нормальной реакции иммунной системы. В случае «гипотермия+лейкоцитоз», который встречается гораздо реже, говорят о «холодном» синдроме системной реакции организма на воспаление —— подобная реакция организма встречается при иммунодефиците.

## Причины
Причинами синдрома системного воспалительного ответа могут быть: сепсис, гипоксия, шок, ожоги, острый панкреатит, обширные хирургические операции, тяжелые травмы и другие тяжелые заболевания. Чаще всего факторы повреждения классифицируют исходя из механизма патологического воздействия:
1. Механическое повреждение тканей (примеры: ожоги, синдром длительного сдавления).
2. Глобальный недостаток перфузии тканей (примеры: шок, остановка кровообращения).
3. Регионарный недостаток перфузии тканей (примеры: тромбоэмболия, травма крупных сосудов).
4. Некроз тканей вследствие ишемии (примеры: инфаркт миокарда, острый панкреатит).
5. Инфекционный процесс (примеры: иммунодефицит, хирургическая инфекция, инфицированная травма, внутрибольничная инфекция).
6. Выброс эндотоксинов (пример: сепсис, вызванный грам-негативными бактериями).
7. Невскрытые абсцессы (например, интраабдоминальные).